# عينطورة (المتن)
عينطورة هي إحدى القرى اللبنانية من قرى قضاء المتن في محافظة جبل لبنان.